# Устекио (Бреша)
Устекио је насеље у Италији у округу Бреша, региону Ломбардија. 
Према процени из 2011. у насељу је живело 87 становника. Насеље се налази на надморској висини од 479 м.